# Партия революционного коммунизма
Партия революционного коммунизма (ПРК) — российская политическая партия. Образована в сентябре 1918 года в Москве в результате откола от партии левых эсеров группы, выступавших за сотрудничество с большевиками, после левоэсеровских мятежей 1918 года и присоединения к ней марксистов, по разным причинам не входивших в РКП(б).
Печатный орган: газета «Воля труда» (14 сентября — 4 декабря 1918), журнал «Воля труда» (с 29 декабря 1918)

## Возникновение партии и её программа
7 сентября 1918 саратовская организация левых социалистов-революционеров заявила о необходимости воссоздания партии левых эсеров в целях построения социализма и открытой работы в общегосударственном масштабе и обратилась ко всем комитетам и фракциям с просьбой принять участие во всероссийском съезде парторганзаций, признающих недопустимыми а) срыв Брест-Литовского мира, б) террористические акты, в) активную борьбу против большевиков в целях активного захвата власти. Саратовская организация выдвинула лозунг создания единого фронта социалистической революции.
Съезд сторонников позиции саратовской группы состоялся в Москве с 25 по 28 сентября 1918 в здании бывшей духовной семинарии. Съезд избрал президиум в составе А. Л. Колегаева, А. А. Биценко, Ф. Сапожникова, Симоновской, А. М. Устинова и мандатную комиссию. Большинством голосов съезд высказался за полное отмежевание от Партии левых социалистов-революционеров (интернационалистов) и создание самостоятельной Партии революционного коммунизма. При этом отмечена преемственность программ ПЛСР(и) и ПРК. «Мы уходим от партии левых социалистов-революционеров, но мы не уходим от программы левых эсеров. Бывают моменты, когда тактика губит программу, сводит её на нет». На съезде были заслушаны доклады с мест о состоянии губернских и уездных организаций ПЛСР(и). Обсуждались также программа партийного строительства, проблемы внешней политики, проблема отношения к советской власти и РКП(б).
Решением съезда был принят принцип строительства партии снизу вверх, предусматривающий автономность местных организаций. Высший партийный орган — Всероссийский съезд ПРК, решения которого обязательны для всех местных организаций. В промежутках между съездами предусмотрены конференции ПРК, собирающиеся не реже двух раз в месяц. Устав ПРК обязывал членов партии принимать участие в деятельности Советов. Съезд выдвинул лозунг: «Всё в Советах и через Советы». Съезд, заявив о поддержке Советской власти, предложил ряд мер по её укреплению и развитию.
Докладом об экономической программе ПРК выступил М. Н. Доброхотов. Программа предусматривала национализацию торговли, натурализацию зарплаты, ликвидацию денежной системы, всеобщую трудовую повинность. Непременным делом ближайшего будущего партия провозглашала мировую революцию. ПРК провозгласила себя «партией широких масс города и деревни».
ПРК была партией, ориентированной на крестьянство. Основные разногласия с РКП(б) имелись по поводу продовольственной политики. ПРК осудила создание комбедов, «противопоставляющих деревенскую бедноту трудовому крестьянству и толкающих последнее к кулакам». Поддерживая наступление на кулачество, ПРК осуждала перегибы в этой политике, призывала не объявлять кулаками крестьян, продающих излишки хлеба, выступала за последовательное проведение социализации земли, которую считала основой для добровольной коллективизации и всемерную поддержку середняков.

## Деятельность
В середине ноября 1918 ПРК пережила первый кризис. Ряд влиятельных членов ЦК (А. Л. Колегаев, А. А. Биценко, В. Н. Чёрный, Александров, М. Н. Доброхотов) отрицали возможность существования ПРК как самостоятельной партии лишь идеологически расходящейся по некоторым вопросам с РКП(б). Они считали, что любая партия, становясь массовой, неизбежно стремится к захвату власти, то есть в условиях Советской России становится контрреволюционной. Они вышли из ПРК и вступили в РКП(б).
2 декабря 1918 состоялся II съезд ПРК. Он объединил около 4300 человек. Из них 2800 — члены партии. Съезд подверг критике позицию бывших членов ЦК, подчеркнув, что борьба за власть имеет смысл, когда власть становится контрреволюционной. Съезд также осудил предшествующие программы ПРК. Съезд отметил сближение направления революционной мысли ПРК и РКП(б). По мнению теоретиков ПРК (Е. Н. Семеновской) сближение должно произойти не на почве ортодоксального марксизма (экономического монизма), а «интегрального социализма». Теория интегрального социализма ПРК начинается из субъективного идеализма Н. К. Михайловского, одного из теоретиков народничества. Развивая его учение, революционные коммунисты подчеркивали, что экономическое освобождение не исчерпывает сущности прогресса. ПРК критиковала РКП(б) за увлечение экономической стороной жизни, в котором усматривали слабую сторону марксизма — монистическое понимание истории. Ещё более серьёзной критике подверглась «однобокая диктатура пролетариата». ПРК требовала заменить её диктатурой всего класса трудящихся. Газета «Воля Труда» писала: «Большевизм оказался мощным орудием разрушения капиталистического уклада жизни, но беспомощным в выполнении задачи строительства нового уклада хозяйственной жизни. В итоге капиталистические формы управления перешли с низов в верхи».
III съезд ПРК состоялся в апреле 1919 и собрал 3300 человек. Съезд высказался в поддержку Советской власти и Красной Армии. Это повлияло на отношение местных организаций РКП(б) к ПРК. В Саратове губком РКП(б) принял решение ввести представителей ПРК в состав городского и губернского исполкомов. Однако в конце 1919 — начале 1920 года из-за противодействия продовольственной политике РКП(б) местные организации подверглись репрессиям.
IV съезд, состоявшийся в октябре 1919 отметил затруднения в работе с массами, ослабление связи ЦК с местными организациями и сокращение численности партии. В период между осенью 1919 и весной 1920 происходила эволюция теоретических и тактических положений ПРК в сторону большевиков. В январе 1920 была издана директива ЦК ПРК о мобилизации членов партии на Западный фронт и о 5 % отчислений для нужд Красной Армии, о совместной работе с РКП(б) и создании кооперативов в деревне.
28 апреля — 2 мая 1920 состоялся V Съезд ПРК. Отстаивая своё понимание советской власти как «трудовой, а не рабочей демократии» и утверждая, что политическая и экономическая диктатура должна опираться на всех трудящихся, съезд принял резолюцию, обязывающую членов ПРК поддерживать все решения Советской власти.
VI Съезд ПРК прошел 22 сентября 1920 в Москве. На нём было принято решение о самороспуске ПРК и слиянии её с РКП(б). Данное действие было связано с унификацией секций Коминтерна. На момент ликвидации численность партии революционного коммунизма составляла 1625 человек членов и сочувствующих.

## Источник
- Политические партии России: конец XIX — первая треть XX века. М., 1996.